# Смоляк, Яков Владимирович
Яков Владимирович Смоляк (2 марта 1925, Екатеринослав, УССР, СССР) — советский актёр, драматург, журналист, режиссёр и сценарист.

## Биография
Родился 2 марта 1925 года в Екатеринославе. В 1931 году в возрасте 6 лет начал играть в детском театре, затем на протяжении многих лет стал театральным режиссёром, параллельно учился в театральном институте. В 1939 году начал литературную деятельность в качестве драматурга и журналиста. Проходил службу моряком на Черноморском флоте, а в 1943 году по достижении им 18-летнего возраста был мобилизован в армию и направлен на фронт, был награждён двумя орденами Красной Звезды и рядом других медалей. После демобилизации вернулся к журналистской и литературной деятельности.

## Фильмография

### Сценарист
- 1954 — Об этом забывать нельзя
- 1956 — Разные судьбы
- 1965 — Леонид Луков